# Alvise Contarini
Alvise Contarini (Venezia, 24 ottobre 1601 – Venezia, 15 gennaio 1684) fu il 106º doge della Repubblica di Venezia dal 26 agosto 1676 fino alla sua morte.
Il suo dogato fu pacifico e mirò soprattutto a sanare il pesante passivo economico accumulato in seguito alle guerre contro i turchi.
Pochi giorni prima della sua morte, Venezia riaprì le ostilità contro l'Impero ottomano.

## Biografia

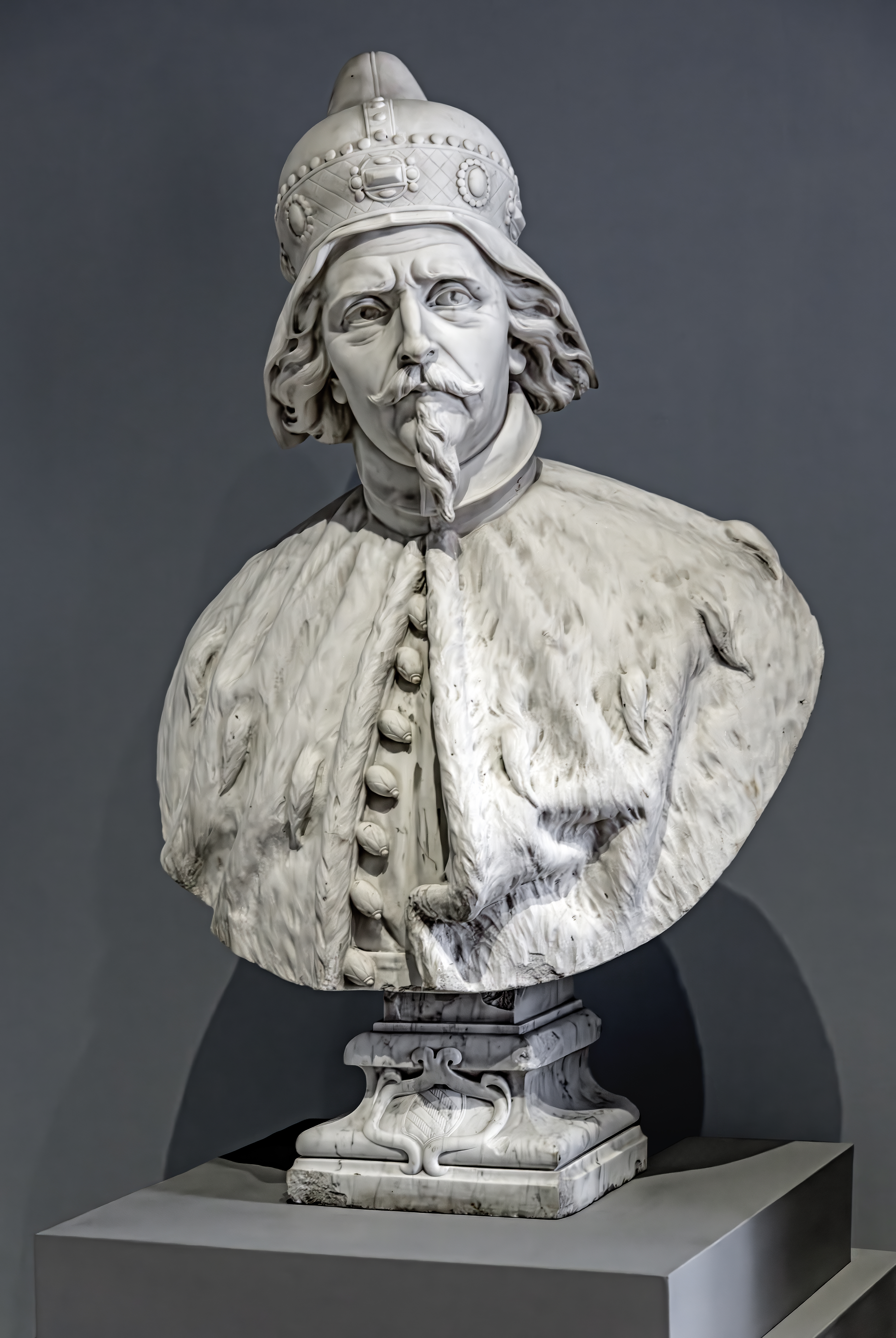
Busto di Luigi Zandomeneghi Pinacoteca Querini Stampalia

### Giovinezza
Figlio di Nicolò ed Elena Michiel, uomo di media ricchezza e di mediocre capacità politica, si distinse più volte come ambasciatore. Contarini ricoprì numerosi rettorati nelle città di terraferma oltre ad esser provveditore, savio del consiglio ed esser eletto, infine, procuratore di San Marco.

### Carriera diplomatica
Pur senza essere un militare o un politico noto, il Contarini si distinse per la sua ferma opposizione a trattare con i turchi in occasione della guerra del guerra turco-veneziana dal 1645 al 1669.
Giunse al massimo grado della pubblica amministrazione, così come quasi tutti i membri della sua famiglia elevati al dogato, per caso e senza vera volontà.

### Dogato
Alla morte di Nicolò Sagredo pareva sicuro che il successore sarebbe stato il famoso fratello Giovanni. Colto, ricco, con trentacinque voti assicurati sui quarantuno elettori, la vittoria era scontata.
A questo punto, però, i suoi avversari si scatenarono in piazza e, accusandolo di broglio, aizzarono la folla causando scontri.
Il Maggior Consiglio, spaventato, sospese i quarantuno e ne elesse altri, molto meno propensi a scegliere il Sagredo. Il 26 agosto 1676, per placare subito le proteste, sin dal primo scrutinio venne eletto, a mo' di compromesso, il Contarini, vecchio e senza un gran cursus honorum alle spalle.
In effetti il Contarini pensò soprattutto ai lussi e ai divertimenti sfrenati e, quando tentò di governare come un doge dei tempi passati, venne subito ripreso dai suoi consiglieri per eccessiva autonomia.
Sotto il suo dogato si diffusero i caffè (il primo venne aperto nel 1683), la nobile veneziana Elena Lucrezia Cornaro Piscopia conseguì, prima donna al mondo, la laurea in filosofia il 25 giugno 1678 e nel 1680 il bilancio statale era tornato in attivo dopo tanti anni di passività. Questi eventi erano assolutamente minori ma gli eventi internazionali stavano per raggiungere Venezia: i turchi dilagavano nella penisola balcanica ed arrivarono ad assediare Vienna nel 1683.

### Ultimi anni e morte
Trombe di guerra echeggiavano in tutte le capitali europee e anche a Venezia si discusse se partecipare o meno ad una guerra contro i turchi. Nel gennaio 1684, infine, si decise di aderire e la guerra venne dichiarata, quando il vecchio doge Contarini aveva appena cessato di vivere.